# ConnectedText
ConnectedText (w skrócie CT) – komercyjny program do gromadzenia, przechowywania i podstawowego edytowania tekstów posługujący się składnią Wiki. Przeznaczony dla systemów operacyjnych Windows. Może służyć zarówno do prostego gromadzenia notatek czy ilustracji, działać jako zarządca informacji osobistej, jak i być narzędziem do gromadzenia danych naukowych, pisania publikacji, książek, słowników, dokumentacji technicznej, pików pomocy, instrukcji obsługi – w tym przewidzianych do opublikowania online.
Aplikacja ConnectedText – w odróżnieniu od wielu innych programów tego typu – nie wymaga serwera. Nie trzeba też instalować serwera wirtualnego.
Informacje przechowywane są na poszczególnych stronach podobnie jak hasła w Wikipedii i nazywane tematami (ang. topics). Tekst przechowywany jest w bazie danych SQL.
Program ConnectedText nadaje się do zastosowania metody Getting Things Done (GTD).

## Główne cechy
- jeden użytkownik – program osobisty
- widok edycji lub gotowego tekstu
- kompletna historia edycji dla każdego hasła (stare dane o rewizjach można kasować)
- otwieranie i używanie wielu przestrzeni roboczych jednocześnie
- możliwość wklejania tekstów z automatycznym dodaniem źródła w postaci adresu strony internetowej lub pliku, z której skopiowano tekst (w tym CT jest podobny do programu OneNote).
- wyszukiwanie: 
  - pełnotekstowe – w całej bazie danych, z listą wyników
  - narastające (tak jak w przeglądarce Mozilla Firefox) – w obrębie wyświetlanego tematu
  - zwykłe (takie jak np. w Internet Explorerze)
  - wyszukaj i zamień na pojedynczej stronie oraz w całym projekcie
- tworzenie zapytań (kwerend) przeszukujących cały tekst lub np. przestrzeń kategorii tematów
- graficzne przedstawienie połączeń między tematami (hasłami)
- obsługa kategorii haseł i automatyczne tworzenie indeksów (spisów) haseł dla każdej kategorii. System kategorii działa podobnie jak w Wikipedii.
- alfabetyczna lista tematów
- pełna obsługa standardu Unicode
- porównywanie dowolnych dwóch wersji tematów (tak jak w Wikipedii)
- historia odwiedzanych tematów, możliwość nawigacji tak jak w przeglądarce internetowej
- obsługa specjalnych tematów będących datami (umożliwia użycie programu jako terminarza lub kroniki)
- możliwość osadzania grafik (obsługiwane formaty: .BMP, .PNG, .JPEG, .GIF, Base64), także w postaci miniatur.
- możliwość osadzania animacji i klipów filmowych (obiekty flash, formaty .AVI i .MPEG)
- obsługa kaskadowych arkuszy stylów
- tworzenie i używanie szablonów dla nowo tworzonych tematów
- możliwość osadzania fragmentów napisanych w języku HTML
- przekierowania tematów tak jak w Wikipedii
- tworzenie tabel
- automatyczna kopia zapasowa, autozapis
- "pływające" okna podglądu tematów
- definiowanie bloków tekstu możliwych do wykorzystania w innej części tekstu (inlkuzja)
- outliner (narzędzie do planowania i reorganizowania treści)

## Formatowanie tekstu
Do formatowania tekstu i definiowania łączy służą znaczniki – ich zestaw jest bardzo podobny do tego stosowanego dla edycji Wikipedii. Obsługiwane jest podstawowe formatowanie tekstu: pogrubienie, kursywa, podkreślenie, przekreślenie, indeksy, tekst ukryty, kolory czcionki, trzy stopnie pisma, pięć poziomów nagłówków, listy wypunktowane i numerowane, odnośniki itp. oraz łącza wewnętrzne, do stron internetowych i adresów e-poczty. Ponadto wcięcia akapitowe, linie poziome.
Program automatycznie aktualizuje wszystkie łącza w przypadku zmiany nazwy tematu.

## Dalsze możliwości i funkcje
- możliwość definiowania właściwości i atrybutów (semantyka wiki)
- wbudowane funkcje zwracające różne dane, np. datę, godzinę, nazwę tematu, ścieżkę pliku, nazwisko właściciela i in.
- drzewo kategorii do przeglądania stron (tematów),
- graficzne porównywanie treści tematów,
- automatyczna propozycja kategorii na podstawie porównywania treści
- w widoku edycji:
  - sprawdzanie pisowni
  - podświetlanie składni
  - podstawowe formatowanie tekstu (pogrubienia, kursywy, podkreślenia, przekreślenia oraz łącza są formatowane w oknie edycji
  - automatyczne uzupełnianie nazw tematów, kategorii i właściwości
- możliwość cytowania tematów (lub ich części) w innych tematach
- możliwość edytowania całości strony (tematu) lub treści pod wybranym nagłówkiem (jak w Wikipedii)
- wbudowana prosta przeglądarka www (otwiera domyślnie linki zapisane w programie)
- możliwość tworzenia zakładek do ulubionych tematów
- obsługa języków azjatyckich
- automatyczne rozpoznawanie w importowanym tekście nazw istniejących tematów i tworzenie do nich łączy
- możliwość używania specjalnej wersji programu na wymiennym nośniku USB.
- tworzenie prostych infoboksów zestawiających zdefiniowane właściwości i atrybuty tematów (od wersji 3.0.0.5).

## Import i eksport
- Pobieranie tekstu metodą przeciągania i upuszczania z automatycznym rozpoznawaniem formatowania i łączy
- import tekstu z plików .RTF, .TXT, .HTML z wykrywaniem formatowania i łączy (z plików oraz przez schowek systemowy)
- eksport tematów do formatów: 
  - HTML,
  - format tekstowy .TXT,
  - format .XML,
  - format pomocy plików Microsoft .CHM

## Wtyczki
ConnetcedText obsługuje standardowo następujące wtyczki:
- Python (skrypty automatyzujące tworzenie stron (tematów) i zbieranie informacji)
- Ploticus (wykresy)
- Graphviz (schematy, grafy)
- Sparklines (strona wtyczki)
- TeX (wzory matematyczne)
- kanały RSS
- LilyPond (od wersji 4.0.0.8)

## Główne wersje i języki programu
- Wersja 1.0 (beta) opublikowana 6 sierpnia 2005.
- Wersja 2.0 opublikowana 20 września 2006.
- Wersja 3.0 opublikowana 16 kwietnia 2008.
- Wersja 4.0 opublikowana 22 września 2009.
- wersja 5.0 opublikowana 21 września 2011.

Języki interfejsu (wersja 3.0-5.0): angielski, portugalski (brazylijski), duński, włoski, niemiecki, rosyjski.

## Autor
ConnectedText został zaprojektowany przez Eduardo Mauro i jest stale rozwijany.